# Línea de defensa de Ámsterdam
La línea de defensa de Ámsterdam (en neerlandés: Stelling van Amsterdam) es un cinturón de fortificaciones construidas en torno a la ciudad de Ámsterdam. El sistema, basado en la utilización del agua como medio de defensa, es único y está inscrito en la lista del Patrimonio de la Humanidad de la Unesco.

## Descripción
Estas fortificaciones consisten en un conjunto de 42 fuertes, rodeados de una zona que puede ser fácilmente anegada en tiempos de guerra. La inundación se calculó para que tuviese una profundidad de unos 30 centímetros, que era una profundidad insuficiente para ser accesible por los buques cargados. Dentro de un radio de un kilómetro, los edificios fueron arrasados o prohibidos, a excepción de los de madera.
La línea defensiva de Ámsterdam fue construida entre el 1880 y 1914. La invención del  avión y del tanque la convirtió en obsoleta al concluir los trabajos (como lo demuestra el trágico final del Fuerte Eben-Emael).
La mayor parte de los fuertes son ahora propiedad de los municipios en los que están establecidos, gestionados por su departamento de naturaleza o de turismo. Normalmente no son visitables, excepto el Día del Patrimonio (en neerlandés: Open Monumentendag), el segundo sábado de septiembre.

## Lista de fuertes

### Frente septentrional
- Fuerte cerca de Edam
- Fuerte cerca de Kwadijk
- Fuerte norte de Purmerend
- Fuerte en Nekkerweg
- Fuerte en Middenweg
- Fuerte en Jisperweg
- Fuerte cerca de Spijkerboor

### Frente noroccidental
- Fuerte cerca de Marken-Binnen
- Fuerte cerca de Krommeniedijk
- Fuerte en Den Ham
- Fuerte cerca de Veldhuis
- Fuerte en St.Aagtendijk
- Fuerte en el Zuidwijkermeerpolder
- Fuerte cerca de Velsen
- Fuerte costero cerca de IJmuiden

### Frente occidental
- Fuerte norte de Spaarndam
- Fuerte sur de Spaarndam
- Fuerte cerca de Penningsveer
- Fuerte cerca de Liebrug
- Fuerte junto al Liede

### Frente suroccidental
- Fuerte cerca de Vijfhuizen
- Batería en IJweg
- Fuerte cerca de Hoofddorp
- Batería en Sloterweg
- Fuerte cerca de Aalsmeer

### Frente meridional
- Fuerte cerca de Kudelstaart
- Fuerte cerca de De Kwakel
- Fuerte junto al Drecht
- Fuerte cerca de Uithoorn
- Fuerte Waver-Amstel
- Fuerte en el Waver-Botshol
- Fuerte junto al Winkel

### Frente suroriental
- Fuerte cerca de Abcoude
- Baterías junto al Gein
- Fuerte cerca de Nigtevecht
- Fuerte cerca de Hinderdam
- Fuerte Uitermeer
- Fortaleza Weesp

### Frente del Zuiderzee
- Fortaleza Muiden
- Batería cerca de Diemerdam
- Fuerte Pampus
- Batería cerca de Durgerdam (Vuurtoreneiland)